# Великі Мацевичі
Великі Мацевичі — село в Україні, у Старокостянтинівській міській громаді Хмельницького району Хмельницької області. Населення становить 603 осіб. До 2020 орган місцевого самоврядування — Великомацевицька сільська рада.

## Історія
7 (20) листопада 1917 року, відповідно до.Третього Універсалу Української Центральної Ради, увійшло до складу Української Народної Республіки.
12 червня 2020 року, відповідно до розпорядження Кабінету Міністрів України № 727-р «Про визначення адміністративних центрів та затвердження територій територіальних громад Хмельницької області», увійшло до складу Старокостянтинівської міської громади.
19 липня 2020 року, після ліквідації Старокостянтинівського району, село увійшло до Хмельницького району.

## Населення
Згідно з переписом УРСР 1989 року чисельність наявного населення села становила 681 особа, з яких 292 чоловіки та 389 жінок.
За переписом населення України 2001 року в селі мешкали 593 особи.

### Мова
Розподіл населення за рідною мовою за даними перепису 2001 року:
| Мова       | Відсоток |
| ---------- | -------- |
| українська | 99,00 %  |
| російська  | 0,83 %   |
| білоруська | 0,17 %   |

## Відомі люди

### Народилися
Шпорчук Петро Павлович — живописець-монументаліст, графік, письменник. Член НСХУ (1989). Заслужений художник України.